# Somnolent (Band)
Somnolent ist eine 2006 gegründete Post-Metal- und Funeral-Doom-Band.

## Geschichte
Somnolent wurde 2006 in Odessa von dem Schlagzeuger Yuriy Kononov, dem Gitarristen Konstantin Voyku und dem Sänger Alexey Vorozheykin gegründet die Begleitmusiker des Stammtrios wechselten in den nachkommenden Jahren.
Nach einem, während eines Auftritts eingespielten, Demoband schloss die Gruppe einen Vertrag mit dem Label Solitude Productions, das das Debüt Monochromes Philosophy 2008 veröffentlichte. Das von Dezember 2007 bis Mai 2008 eingespielte Album wurde international eher durchschnittlich angenommen. Das Album ergehe sich in gewollter „Einfarbig- und Eintönigkeit“, versage jedoch dabei in dem „Raum zwischen Monotonie, die zu unterhalten weiß, und Monotonie, die schnell ziemlich öde wird“ lautete die für Metal.de verfasste Kritik. Ähnlich beurteilte Goro für das tschechische Webzine Fobia Zine das Album als Langweilig im Verhältnis zu populären Namen des Genres. An anderer Stelle das Album für gelungen befunden, lediglich der übermäßige Einsatz der Leadgitarre sowie eine mäßige Produktion wurden bemängelt. Jan Hendriksen von Zware Metalen stimmte in diese Kritik ein, erhöhte die Beurteilung jedoch und nannte das Gitarrenspiel „minderwertig“. Für das italienische Shapeless Zine hingegen wurde das Album als gute Veröffentlichung, die sich allerdings an den Standard des Genres binde, gelobt. Im darauf folgenden Jahr veröffentlichte Somnolent eine Split-EP mit Krobak im Selbstverlag, auf der sich bereits Stilveränderungen bemerkbar machten. Das zweite Studioalbum Renaissance Unraveling erschien 2011 über das Subunternehmen von Solitude Productions Slow Burn Records. Die Resonanz auf Renaissance Unraveling fiel ebenfalls vermehrt durchschnittlich aus. Die Kritiken auf Metal.de, Metal Italia sowie Metalstorm warfen dem Album vor Unentschlossen zu sein und die verschiedenen Einflüsse nicht zu einem kreativen Werk zusammenzubekommen.

„Das große Manko an ‚Renaissance Unraveling‘ ist, dass sich seine Macher nicht so recht entscheiden können, wessen Muse Kind sie sein möchten. Für Sludge oder harten Doom sind sie zu soft und zu verfahren, für sanfte BLACK SABBATH-Reminiszenzen hängen sie offenbar zu sehr am Krachmachen. Damit hängen Band und Platte irgendwo in nichtssagender Schwebe. Irgendwie habe ich darauf gewartet, dass der Drummer im Outro die Sticks wieder zurücklegt und ein bisschen enttäuscht schnauft.“

Als weiterer Kritikpunkt wurde angemerkt, dass das Album keinerlei Halbwertszeit besitze und ohne besondere Augenblicke verstreiche. Das Album würde zügig vergessen und sei weitestgehend bedeutungslos.

## Stil
Die anfänglich von Somnolent gespielte Musik wird als Funeral Doom kategorisiert, die späteren Veröffentlichungen hingegen werden dem Post-Metal zugerechnet. Das Debüt wird in Rezensionen mit Genrevertretern wie Esoteric, Pantheist, Evoken, Skepticism und Mistress of the Dead. Das Debüt sei gänzlich einem atmosphärischen Funeral Doom zuzurechnen. Die Musik sei schwerfällig und langsam mit einem kurzen Tempo-Ausbruch. „Wind- und Wettergeräusche, akustische Spielereien auf der Gitarre und dissonante Bassklänge sorgen für starke Kontraste und auch auf melodischer Ebene wird versucht, ein paar starke Hauptmotive herauszuarbeiten.“
Das zweite Album wird als eklektischer Post-Metal, der Einflüsse aus Sludge, Post-Rock, Progressive Hardcore, Stoner Rock and Progressive Metal beschrieben. Zum Vergleich wird der Gruppe attestiert Cult of Luna und Kyuss nachzueifern ohne deren Musik adaptieren zu können. Die Band nutze hierbei vermehrt ruhige Passagen, in denen spärlich eingesetzte, klar gespielte Gitarren mit den Rhythmusinstrumenten interagieren die gelegentlichen eruptiven Augenblicken gegenüberstehen. Der Gesang wird als hartes Shouting beschrieben.

## Diskografie
- 2007: Live in Odessa (Demo, Selbstverlag)
- 2008: Monochromes Philosophy (Album, Solitude Productions)
- 2009: Krobak/Somnolent (Split-EP, Selbstverlag)
- 2011: Renaissance Unraveling (Album, Slow Burn Records)